# Tonco
Tonco (piemontiul: Tonch) település Olaszországban, Piemont régióban, Asti megyében. Lakosainak száma 743 fő (2023. január 1.). Tonco Calliano, Castell’Alfero, Corsione, Frinco, Montiglio Monferrato, Villa San Secondo, Villadeati és Alfiano Natta községekkel határos.

## Népesség
A település lakossága az elmúlt években az alábbi módon változott:
| Lakosok száma | 850  | 843  | 743  |
|               | 2017 | 2018 | 2023 |